# Bach (Windischeschenbach)
Bach ist ein Gemeindeteil der Stadt Windischeschenbach im Oberpfälzer Landkreis Neustadt an der Waldnaab in Bayern.

## Lage
Der Weiler Bach liegt im westlichen Gebiet der Stadt Windischeschenbach und ist über die Staatsstraße 2181 mit dem Zentrum in etwa 5 Kilometern Entfernung verbunden.